# صاحب الربيعي
صاحب الربيعي (1956 -) هو كاتب وباحث عراقي، وخبير وباحث في المجال المائي، حاصل على بكالوريوس في العلوم الزراعية من جامعة تشرين - سوريا عام 1985، وهو عضو في المجلس الإنتاجي والبيئي لمحافظة اللاذقية في الفترة 1985 - 1990، نشر عشرات الدراسات في الصحافة العربية والعراقية عن عدة مجالات، مشارك في خمسة مؤتمرات دولية عن المياه، منها ثلاثة في الوطن العربي، ومنها في السويد، وبريطانيا، وهولندا.

## جوائز
- حاصل على خمس شهادات تقديرية من جامعات ووزارات عربية منها تونس، والمغرب، وسوريا، والكويت، والعراق، ومن جامعة الدول العربية.

- حاز على ثمان جوائز عن بحوثه بشؤون المياه في الشرق الأوسط من اتحاد الكتاب السويديين.

## عضوية
- عضو في منظمة حماية البيئة.
- عضو في اتحاد الكتاب السويديين.
- عضو في اتحاد الصحفيين والإعلاميين العراقيين.
- عضو في مركز الدراسات المائية والأمن المائي العربي التابع للجامعة العربية.

## مؤلفاته
ألف اكثر من 30 كتاباً عن المياه والفلسفة والفكر والأدب، منها:
1. أزمة حوضي دجلة والفرات وجدلية التناقض بين المياه والتصحير، دار الحصاد، دمشق 1999.
2. الأمن المائي ومفهوما السيادة والسلام في دول حوض نهر الأردن، دار الحصاد، دمشق 2000.
3. صراع المياه وأزمة الحقوق بين دول حوض النيل، دار الكلمة، دمشق 2001.
4. القانون الدولي وأوجه الخلاف والاتفاق حول مياه الشرق الأوسط، دار الكلمة، دمشق 2001.
5. المتغيرات المناخية العالمية وتأثيراتها على المياه العذبة، دار الحصاد، دمشق 2001.
6. المياه الجوفية في الوطن العربي، دار الكلمة، دمشق 2002.
7. الأنهار الدولية في الوطن العربي، دار الكلمة، دمشق 2002.
8. مشاريع المياه في الشرق الأوسط، دار الحصاد، دمشق 2003.
9. أهوار الجنوب في بلاد ما بين النهرين ـ العراق، دار الحصاد، دمشق 2003.[4]
10. ملف المياه والتعاون الإقليمي في -الشرق الأوسط الجديد، دار الحصاد، دمشق 2003.
11. دليل البحوث المائية في الشرق الأوسط ـ للباحثين وطلبة الدراسات العليا، دار الديوان، بغداد 2004.
12. تنمية وإدارة الموارد المائية غير التقليدية في الوطن العربي، دار الديوان، بغداد 2004.
13. الصراع المائي السوري في حوضي اليرموك والعاصي، دار الديوان، بغداد 2004.
14. المثقف بين المهادنة والتحدي، دار الديون، بغداد 2005.
15. دور الفكر في السياسة والمجتمع، دار صفحات، دمشق 2007.
16. سلطة الاستبداد والمجتمع المقهور، دار صفحات، دمشق 2007.
17. رؤية الفلاسفة في الدولة والمجتمع، دار صفحات، دمشق 2007.
18. الموارد والمتطلبات المائية في حوضي سوس - ماسة ودرعة في المغرب، دار الحصاد، دمشق 2008.
19. التربة والمياه ـ استصلاح التربة والري والصرف، دار الحصاد، دمشق 2008.
20. التلوث المائي ـ الأسباب والمعالجات، دار الحصاد، دمشق 2008.
21. مؤسسات المياه وإعداد الكادر، دار الحصاد، دمشق 2008.
22. تصميم المجاري والمنشآت المائية وإدارتها، دار الحصاد، دمشق 2008.
23. الإدارة المتكاملة للموارد المائية، المناهل، دمشق 2010.[5]
24. دور القانون والمعاهدات في تحقيق الأمن المائي العربي، جامعة الكويت، الكويت 2010. (مشترك)
25. الصراع والمواجهة بين المثقف والسياسي، دار صفحات، دمشق 2010.[6]
26. المرأة والموروث في مجتمعات العيب، دار صفحات، دمشق 2010.[3]
27. تقنيات وآليات الإبداع الأدبي، دار صفحات، دمشق 2011.
28. رؤية في مؤسسات الدولة والمجتمع، دار صفحات، دمشق 2011.
29. آليات الإدارة المتكاملة لاستدامة البيئة والمياه، دار الكُتاب، ستوكهولم 2015.
30. تفعيل آليات العقل بالمكتسبات المعرفية، دار الكُتاب، ستوكهولم 2015.
31. السلوك والتربية في علم النفس، دار الكُتاب، ستوكهولم 2015.
32. الصراع السياسي بين السلطة والمجتمع، دار الكُتاب، ستوكهولم 2015.
33. الفساد ومكافحته في مؤسسات الدولة والمجتمع، دار الكُتاب، ستوكهولم، 2015.
34. التغيرات المناخية العالمية (التوقعات، المخاطر، إجراءات التكيف) 1950- 2100، دار الكُتاب، ستوكهولم 2016.